# Мальсагова, Фатима Куразовна
Фатима Куразовна Мальсагова (ингуш. Малсаганаькъан Кураза Фатима; 1900 — 15 марта 1932) — первая ингушская поэтесса и одна из первых ингушских актрис.
Окончив в 1930 году Северо-Кавказский пединститут, Мальсагова до смерти в 1932 году работала преподавателем русского языка и литературы в Горском кооперативном техникуме. Одновременно Мальсагова работала актрисой в Ингушской театральной студии.
Поэзия Мальсаговой, по определению литературоведа И. А. Дахкильгова, является по своей форме переходной от устной ингушской поэзии к письменной. Некоторые из её произведений близки к народным песням. Несмотря на то, что Мальсагова оставила после себя небольшое творческое наследие, она получила положительные отзывы от ряда ингушских писателей и литературоведов, а её песни пользуются популярностью среди ингушского населения.

## Биография
Родилась в 1900 году в семье офицера царской армии Кураза Мальсагова. У неё была сестра Зинаида, братья Ибрагим и Заурбек (будущий учёный-языковед и писатель). Распространённый среди ингушей крупный тайп Мальсаговых был когда-то вяром (фамилией) тайпа Таргимхой.
Вследствие того, что отец проходил военную службу за пределами Ингушетии, Мальсагова окончила среднюю школу в городе Благовещенске на Дальнем Востоке. До конца революции училась в гимназии. В 1930 году окончила отделение русского языка и литературы Северо-Кавказского пединститута во Владикавказе. После этого и до конца своей жизни Мальсагова работала преподавателем русского языка и литературы в Горском кооперативном техникуме во Владикавказе.
В Ингушетии до 1930-х годов не было профессионального театра и были распространены драматические самодеятельные кружки, в которые входила и Мальсагова. Вместе со своей сестрой Зинаидой, она работала в Ингушской театральной студии, образованной в сентябре 1931 года Орцхо Мальсаговым. Мальсагова, как и другие образованные ингуши своего времени, принимала участие в постановке драм и сцен, где проповедовала людям «новую культуру». Она выступала с песнями, играла на пандаре, исполняла роли в пьесах. Так, например, в пьесе Заурбека Мальсагова «Похищение девицы» (1923) она исполняла роль Калимата. Являясь секретарём по организационной работе существовавшего в 1920—1930-х годах Ингушского литературного общества, выполняла, по словам литературоведа И. А. Дахкильгова, большую работу.
Мальсагова принимала участие в проходившей 7 ноября 1931 года в городе Орджоникидзе (бывшем Владикавказе) Олимпиаде творческих коллективов Ингушетии и Осетии, где она, по решению итоговой конференции 9 ноября, была награждена почётной грамотой за исполненные ею песни. По словам литературоведа Я. С. Патиева, Мальсагова принимала активное участие в подготовке ингушской делегации для Олимпиады горских народов, проходившей в 1931 году в Ростове‑на‑Дону, в которой эта делегация выиграла призовые места. На той же Олимпиаде композитор Е. Колесников переложил на ноты несколько авторских и народных песен Мальсаговой, исполненные для него самой поэтессой. Кроме того, в пьесе Дошлуко и Орцхо Мальсаговых «Перелом», поставленной на Олимпиаде, Мальсагова исполняла роль матери главного героя пьесы — Юнуса.
В 1930-х годах Мальсагова записывала и издавала ингушский фольклор. Она также публиковала статьи, в которых выступала за популяризацию и развитие краеведческой работы в Ингушетии.
Покончила жизнь самоубийством 15 марта 1932 года. Литературовед Орцхо Мальсагов считал, что в лице Мальсаговой «Ингушетия преждевременно потеряла очень ценную работницу в области литературы, театра и музыки», а по мнению Я. С. Патиева, она умерла «в полном расцвете творческих сил».

## Творчество
По словам И. А. Дахкильгова, известны всего лишь 3 песни за авторством Мальсаговой. Она опубликовала в вышедшем в 1931 году в Орджоникидзе (бывшем Владикавказе) литературном сборнике Ингушского литературного общества песни «Победили мы» («Котдаьлар вай»), «Песня колхозников» («Колхозхой илли»), «Советская страна» («Советий мохк»), «Ингушская песня» («Гӏалгӏай илли») и «Вдовый сын» («Жербабий кӏаьнк»), из которых последние две являются образцами устного народного творчества ингушей. По словам И. А. Дахкильгова, благодаря Мальсаговой эти народные песни не остались забытыми. С её напева были записаны эти песни и они были положены на музыку. Дахкильгов считал, что через творчество Мальсаговой можно увидеть то, как продвигалась от народного искусства профессиональная поэтическая и музыкальная культура ингушей.
Мальсагова выступала с песнями на сценах в городе Орджоникидзе (сейчас Владикавказ) и в сёлах Ингушской автономной области. В начале своего творчества она была сказительницей-импровизаторшей. По словам И. А. Дахкильгова, благодаря «тесной связи с народными песенными традициями, наполнению [песен] новым содержанием» песни Мальсаговой снискали успех. Он считал, что поэтесса использовала не только «фольклорный» язык, а «её произведения-песни звучат на современном языке». Поэзию Мальсаговой по форме он определял как переходную от устной поэзии к письменной. Дахкильгов считал, что стихи поэтессы имеют различную форму. Так, по словам литературоведа, песни «Победили мы» и «Песня колхозников» «созданы различными средствами, опять-таки исходя из содержания». Дахкильгов считал, что в поэзии Мальсаговой видна её напевность. Все стихотворения Мальсаговой положены на музыку.
По словам Я. С. Патиева, песня (или стихотворение) Мальсаговой «Победили мы», посвящённая эпизоду из Гражданской войны, Долаковскому бою, «пользовалась большой популярностью на протяжении многих десятилетий». А. М. Евлоева пишет, что благодаря своей популярности, песня стала народной. Создавая произведение Мальсагова основывалась на песни «илли». И. А. Дахкильгов сближал песню по строю и изобразительными средствами с ингушской народной «Песней отвергнутой невесты». Литературовед обнаруживал в обоих произведениях «обрывистость, рубящий ритм, усиливающийся острым рефреном», что у Мальсаговой «предстаёт более выразительно». В то время ещё начинающий писатель С. И. Чахкиев включил песню Мальсаговой «Победили мы» в свою пьесу «Когда гибнут сыновья», где она, по мнению И. А. Дахкильгова, сделала пьесу оптимистической по характеру. Поэтесса в песне чтит память ингушей, сражавшихся с деникинцами, она поёт о горе и о смерти, которые оставили «тёмный и страшный след». Герои песен, погибая, не забываются в народе.
Тёмная ночь наступает,

Тёмная, тёмная;

Кружится вихрь, заметает,

Мчится и кружится.

О, ты не бойся, не бойся,

Храброе сердце!

О, ты не бойся, не бойся,

Гордое сердце!Перевод отрывка из «Победили мы»
С. И. Чахкиев свидетельствовал, что Х.-Б. Ш. Муталиев положительно отзывался о песне «Победили мы», считая её примером того, как должно быть написано произведение. «В работе писателя спешка недопустима. Фатима Мальсагова написала только две-три вещи, но они живут и будут жить ещё долго. А другой пишет, пишет, пишет и сам не знает, о ком и для чего», — отмечал Муталиев. Ему вторил Чахкиев, который писал, что «Победили мы» «живёт до сих пор, стало любимой песней чечено-ингушского народа». И. А. Дахкильгов считал Мальсагову талантливой поэтессой, а её песни, по его словам, стали широко известными и народными. Литературовед А. У. Мальсагов писал, что «в нашей республике нет ни одного ингуша, который бы не знал хотя бы несколько её песен». Народный поэт Ингушетии Г. А. Гагиев в коротком стихотворении на ингушском, посвящённом поэтессе писал, что «под многими её строками подписались бы триста поэтов».
Популярному в 1920-х годах лозунгу «Будет мировая революция» посвящена вторая песня (или стихотворение) Мальсаговой «Весь мир сужается…». В ней поэтесса сопереживает за «народы, не имеющих свободу» из-за буржуазии, она мечтает о том, чтобы буржуазию выгнали, поскольку только тогда эти народы станут свободными.
Образованию колхозов посвящена последняя, в то же время небольшая песня Мальсаговой «Песня колхозников», где она выступает за улучшение качества жизни крестьян.
Произведения Мальсаговой были включены в различные школьные хрестоматии и антологии по ингушской литературе, звучали по радио и телевидению в исполнении солистов. М. И. Слободской перевёл на русский язык песню «Победили мы», которая была включена в литературно-художественном сборнике «Северный Кавказ» (1933) и в сборнике «Поэзия горцев Северного Кавказа» (1933, издание подготовили Д. А. Гатуев и А. А. Тахо-Годи).

## Память
- В 1997 году в Национальной библиотеке Ингушетии прошло мероприятие, посвящённое юбилею Мальсаговой[2].
- Народный поэт Ингушетии Г. А. Гагиев посвятил поэтессе короткое стихотворение на ингушском[25].

### Комментарии
1. ↑  Также встречаются другие варианты названия: «Храброе сердце»[20] или «Тёмная ночь»[21].
2. ↑  Оригинал[24]:Бийса баьде ма йоагӏий

Ва ӏаьржа ва бийса,

Дарц хьекхаш ма латтий

Ва шийла ва дарц.

Хьо кхера ма кхера,

Ва майра, ва дог!

Хьо доха ма доха

Ва кура, ва дог!
3. ↑  Песня не была озаглавлена и утвердившееся название «Весь мир сужается...» берётся с первых слов песни[16].

### На русском
- Дахкильгов И. А. Ингушская литература (период развития до 40-х годов) / Ред.: А. А. Зязиков. — Грозный: ЧИКИ, 1975. — 184 с. — 1000 экз.
- Евлоева А. М. Тема героического прошлого ингушей в пьесе Саида Чахкиева «Когда гибнут сыновья» // Мир науки, культуры, образования. — 2022. — № 4. — С. 347—349.
- Крупнов Е. И. Средневековая Ингушетия / Ред.: В. И. Марковин, Р. М. Мунчаев. — М.: «Наука», 1971. — 211 с. — 2800 экз.
- Мальсагов О. А. Библиографический справочник по ингушской художественной литературе / Вступ. ст. В. А. Васильева; Ред.: А. М. Шадиев. — Орджоникидзе: «Сердало», 1933. — 37 с. — 1000 экз.
- Патиев Я. С. Мальсагова Фатима Куразовна // Музыкальный атлас. Ингушетия / Сост.: Т. А‑Х. Дзаурова [и др.]; Рец.: М. Б. Долгиева, В. А. Чернявский, А. А. Жаманова. — Ростов н/Д.: Южный издательский дом, 2023. — Т. 1. — С. 283—284. — 352 с. — 1000 экз. — ISBN 978‑5‑98864‑167‑4.

### На ингушском
- Дахкильгов И. А. Гӏалгӏай говзаме литература (1944-ча шеррага кхаччалца) :  [ингуш.] / Гл. ред.: Т. И. Машуков; Рец.: М. Матиев, А. Евлоева. — Нальчик : ГП КБР РПК, 2009. — 608 с. : ил. — 1000 экз. — ISBN 978-5-9996-0018-9.